# Pessoas politicamente expostas

## Pessoas Politicamente Expostas - PPE
A Estratégia Nacional de Combate à Corrupção e à Lavagem de Dinheiro (Enccla) do Governo brasileiro, criada em 2003 pelo Ministério da Justiça estabeleceu como meta em 2006 a definição e regulamentação das obrigações do sistema financeiro em relação às Pessoas Politicamente Expostas.
As Pessoas Politicamente Expostas foram então definidas pelo Comitê de Regulação e Fiscalização dos Mercados Financeiro, de Capitais, de Seguros, de Previdência e Capitalização - Coremec por meio da Deliberação no. 02, de 01 de dezembro de 2006, como:
"Art. 3 (...) consideram-se pessoas politicamente expostas os agentes públicos que desempenham ou tenham desempenhado, nos cinco anos anteriores, no Brasil ou em países, territórios e dependências estrangeiros, cargos, empregos ou funções públicas relevantes, assim como seus representantes, familiares e outras pessoas de seu relacionamento próximo, conforme definido pela ENCLA.
Parágrafo único. São considerados familiares os parentes, na linha direta, até o primeiro grau, o cônjuge, o companheiro, a companheira, o enteado e a enteada."
e
"Art. 5º No caso de clientes brasileiros, recomenda-se que as instituições supervisionadas considerem como pessoas politicamente expostas:
I - os detentores de mandatos eletivos dos Poderes Executivo e Legislativo da União;
II - os ocupantes de cargo no Poder Executivo da União:
a) de ministro de Estado ou equiparado;
b) de natureza especial ou equivalente;
c) de presidente, vice-presidente e diretor, ou equivalentes, de autarquias, fundações públicas, empresas públicas ou sociedades de economia mista; e
d) do Grupo Direção e Assessoramento Superiores - DAS, nível 6, e equivalentes;
III - os membros do Conselho Nacional de Justiça, do Supremo Tribunal Federal e dos Tribunais Superiores;
IV - os membros do Conselho Nacional do Ministério Público, o Procurador-Geral da República, o Vice-Procurador-Geral da República, o Procurador-Geral do Trabalho, o Procurador-Geral da Justiça Militar, os Subprocuradores-Gerais da República e os Procuradores-Gerais de Justiça dos Estados e do Distrito Federal;
V - os membros do Tribunal de Contas da União e o Procurador-Geral do Ministério Público junto ao Tribunal de Contas da União;
VI - os governadores de Estado e do Distrito Federal, os presidentes de Tribunal de Justiça, de Assembléia Legislativa ou da Câmara Distrital, e os presidentes de Tribunal ou Conselho de Contas de Estado, de Municípios e do Distrito Federal; e
VII - os prefeitos e os presidentes de Câmara Municipal das capitais de Estado.
A distinção de Pessoas Politicamente Expostas e o estabelecimento de rotinas de monitoramento de sua movimentação financeira visa a prevenção da corrupção da corrosão dos valores morais e éticos da sociedade e da articulação de crimes de lavagem de dinheiro como:
- trafico ilícito de substancias entorpecentes ou drogas afins;
- terrorismo e seu financiamento;
- contrabando ou trafico de armas, munição e material destinado a sua produção;
- extorsão mediante seqüestro;
- contra a administração publica, inclusive a exigência, para si ou para outrem, direta ou indiretamente, de qualquer vantagem, como condição ou preço para a pratica ou omissão de atos administrativos;
- contra o sistema financeiro;
- praticado por organização criminosa;
- praticado por particular contra a administração publica estrangeira.

## Definição legal
- Estratégia Nacional de Combate à Corrupção e à Lavagem de Dinheiro (Enccla) do Ministério da justiça do Brasil
- art. 52 da Convenção das Nações Unidas contra a Corrupção;
- Decreto nº 5.687, de 31 de janeiro de 2006 (Promulga a Convenção das Nações Unidas contra a Corrupção);
- Deliberação Coremec nº 2, de 1º de dezembro de 2006;

A Circular Nº 3.339, de 22.12.2006, do Banco Central do Brasil e a Instrução MPS/SPC Nº 26, de 01.09.08, da Secretaria de Previdência Complementar do Ministério da Previdência Social do Brasil, estabelecem obrigações de monitoramento de movimentações financeiras.